# 白山町 (名古屋市)
白山町（はくさんちょう）は、愛知県名古屋市中区の地名。

## 歴史

### 沿革
- 1878年（明治11年）12月20日 - 鉄砲横町・院下小路・地方小路・平筒小路および愛知郡千種村の一部により、名古屋区白山町として成立[1]。鉄砲横町は名古屋村、地方小路・院下小路・手筒小路は名古屋新田に属していた[5]。
- 1889年（明治22年）10月1日 - 名古屋市成立に伴い、同市白山町となる[6]。
- 1908年（明治41年）4月1日 - 中区成立に伴い、同区白山町となる[1]。
- 1911年（明治44年）11月1日 - 一部が老松町および西白山町に編入される[1]。
- 1944年（昭和19年）2月11日 - 栄区成立に伴い、同区白山町となる[1]。
- 1945年（昭和20年）11月3日 - 栄区廃止に伴い、中区白山町となる[1]。
- 1977年（昭和52年）10月23日 - 全域が新栄二丁目および三丁目に編入され消滅[2]。